# オトナのためのリクエストプログラム〜オト☆リク
オトナのためのリクエストプログラム オト☆リクは2012年10月から2014年9月までTBSラジオで放送されていた、音楽リクエスト番組である。

## 概要
40〜50代に思い入れのあるアーティスト等テーマ別にリクエストを募集し、一番リクエストの多かった曲はラストナンバーとしてオンエアされる。
放送時間の縮小、拡大を繰り返し、メインの20時台以外は新番組の立ち上げが立ち行かなかった場合の穴埋めとして編成されている向きがある。
番組開始当初は電話でのリクエストを受け付けており、番組タイトルも『～オトナのための電リクプログラム～オト☆リク』だったが、2013年3月、電話でのリクエストの受け付けを終了。現在のタイトルに変更。
TBSラジオではプロ野球中継がある日は休止するが、JRN系列地方局には、裏送りプログラムとして放送されている。
2014年4月から『週末お悩み解消系ラジオ ジェーン・スー相談は踊る』が放送することに伴い、放送枠が日曜日19:00-21:00に移動したが、同年9月28日をもって最終回を迎えた。同時に日曜19時台のJRNネット枠も廃止となったため、ナイターオフ期の日曜夜のJRNネット枠は『ラジオ寄席』を残すのみとなった。

## パーソナリティ
- 鈴木万由香

## 放送時間
- 毎週土曜日19:00 - 21:30（2012年10月）
- 毎週土曜日20:00 - 21:30（2012年11月 - 2013年3月。『シュガーズの週末は甘えナイト!』が決まり縮小）
- 毎週土曜日20:00 - 21:00（2013年4月 - 2014年3月。『明日へのエール〜ことばにのせて〜』が開始したため、1時間番組に縮小。2013年10月に『～甘えナイト!』が終了し『ラジオワールド』、特別番組が予定されない場合、19時開始）
- 毎週日曜日19:00 - 20:55（2014年4月 - 2014年9月）

## ネット局

### 2014年4月から9月まで
特別番組・野球中継のため休止の場合有り。
- 秋田放送　毎週日曜日19:00 - 20:00
- IBC岩手放送　毎週日曜日20:00 - 20:55
- 山形放送　毎週日曜日19:00 - 20:55
- ラジオ福島　毎週日曜日19:00 - 20:55
- 信越放送　毎週日曜日20:00 - 20:55
- 静岡放送　毎週日曜日19:00 - 20:00
- 山陰放送　毎週日曜日20:00 - 20:55
- 中国放送　毎週日曜日20:00 - 20:55 ※RCCカープナイター放送のため休止の場合有り。
- 長崎放送　毎週日曜日20:00 - 20:55
- 南日本放送　毎週日曜日19:00 - 20:00

### 2014年3月まで
いずれの局も毎週土曜日20:00 - 21:00に放送。特別番組・野球中継のため休止の場合有り。
- 秋田放送（2013年4月6日〜9月28日）
- 山形放送（2013年4月6日〜9月28日）
- ラジオ福島（2013年4月6日〜9月21日）
- 新潟放送（2012年10月6日〜2013年3月23日）
- 信越放送（2012年10月6日〜2013年3月30日）
- 山梨放送（2013年4月6日〜9月28日）
- 北日本放送（2013年4月6日〜9月28日）
- 静岡放送（2012年10月6日〜2013年3月30日）
- 和歌山放送（2013年4月6日〜9月28日）
- 山陰放送（2013年4月6日〜2014年3月29日）
- 中国放送（2013年4月6日〜9月14日）※RCCカープナイター放送のため休止の場合が多々あった。
- 高知放送（2013年10月5日〜2014年3月29日）
- 長崎放送（2013年4月6日〜2014年3月29日）